# Sitio arqueológico de San Miguel Arcángel
El Sitio Arqueológico de San Miguel Arcángel, popularmente conocido como las Ruinas de San Miguel de las Misiones, y originalmente llamado Misión de San Miguel Arcángel, es el conjunto de restos de la antigua reducción jesuítica de San Miguel Arcángel, integrante de los llamados Siete Pueblos de las Misiones. Se Localiza en el municipio de San Miguel de las Misiones, en la región Noroeste del estado de Rio Grande del Sur, en Brasil.
La reducción de San Miguel introducida en el amplio programa evangelizador de los jesuitas, que extendió sus brazos hacia el oriente y hacia el occidente, haciendo una marca fuerte en muchos países del mundo, perceptible hasta el día de hoy. Fundada en un tiempo en que el territorio era dominio español, esta reducción fue la más notable de los Siete Pueblos, que se han convertido en parte importante de la historia de Río Grande del Sur , Brasil y fuente de ricas tradiciones. Construida a partir de 1687 según un plano de organización avanzada para su ubicación y de la época, allí surgió una civilización floreciente, económicamente próspera y prolífica en expresiones culturales y artísticas, donde se combinaban elementos europeos e indígenas, siempre, sin embargo, con la fuerte orientación europea y cristiana.  Pero tan pronto como alcanzó su apogeo, con la erección de su iglesia, entre 1735 y 1750, inició su ocaso. Participó en las luchas políticas y territoriales entre Portugal y España y en las controversias que rodearon la actividad jesuita, fue uno de los centros de la Guerra Guaranítica y acabó destruida y despoblada en 1756. Restaurada y repoblada parcialmente, sobrevivió unos años más, bajo una nueva administración, después de que los jesuitas fueron expulsados y su Orden, suprimida, pero ya estaba en decadencia. A principios del siglo XIX fue saqueada y sus últimos habitantes, dispersos, haciendo su fatalidad inexorable, cayendo en completo abandono.
La recuperación de las estructuras comenzó en 1925, y desde entonces el sitio ha sido cada vez más valorado, pasando por varias intervenciones de restauración y siendo objeto de varios proyectos para el fomento de su legado material e inmaterial. Su iglesia se convirtió en una de las imágenes más conocidas de Río Grande del Sur y el complejo, un fuerte polo turístico, constituyéndose todavía como el centro vital de la ciudad donde se ubica, la cual se formó en su función y le está íntimamente vinculada en múltiples niveles. Comunidades indígenas guaraníes cercanas consideran el lugar como sagrado, y como parte de su memoria e identidad colectiva.
Por su importante valor histórico, arquitectónico y cultural, el sitio fue catalogado por el Instituto del Patrimonio Histórico y Artístico Nacional (IPHAN) en 1938, fue declarado Patrimonio Mundial por la UNESCO en 1983, junto con las ruinas de San Ignacio Miní, Nuestra Señora de Santa Ana, Nuestra Señora de Loreto (Argentina) y Santa María la Mayor, ubicadas en territorio argentino, y en 2015 ha recibido del IPHAN el estatus de Patrimonio Cultural Brasileño por su asociación con la historia y la espiritualidad guaraní.

## Historia

### Orígenes

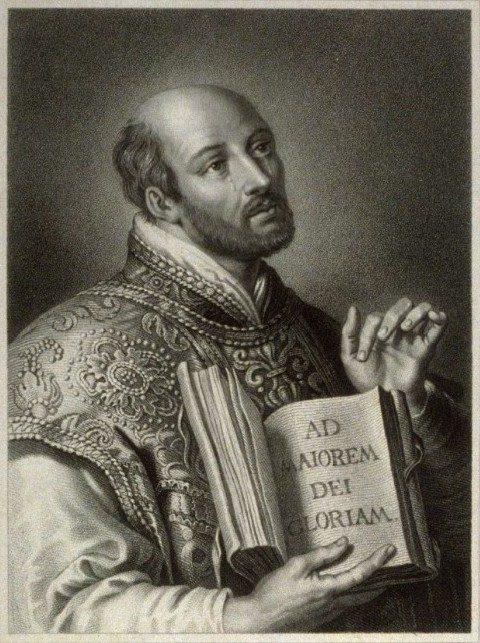
San Ignacio de Loyola

La reducción de San Miguel Arcángel es uno de los productos del programa cristiano de evangelización. Desde el ministerio de Jesús, cuando él ordenó a sus apóstoles salieran a predicar, fue parte del Cristianismo buscar la conversión de los pueblos a su fe. A lo largo de los siglos se han multiplicado los misioneros de distintas órdenes religiosas, e incluso independientes, dedicados a esta actividad.
Al final del Renacimiento, en 1539, San Ignacio de Loyola fundó la Orden de los Jesuitas, que pronto demostró ser la más dinámica, versátil y exitosa corporación religiosa comprometida en la campaña misionera. Su éxito se debía a una estricta disciplina, a una sólida formación cultural y pedagógica de amplio alcance, y una adaptabilidad a los diferentes contextos locales que se hizo notoria, posibilitando que utilizaran costumbres autóctonas para suavizar el impacto de la conversión y hacerla más fácil, haciéndola más atractiva para los no cristianos. Además, su capacidad lingüística, su retórica persuasiva y sus innovadores métodos de adoctrinamiento y enseñanza también los hicieron famosos. Con todos estos recursos, los jesuitas se extendieron por todo el mundo, especialmente a Asia y a América, donde fundaron misiones estables y convirtieron masas de la población.
En América las misiones fueron conocidas también como reducciones, una palabra que deriva del latín reducere, que significa conducir o enseñar. Allí los sacerdotes reunieron numerosos pueblos indígenas, enseñándoles la doctrina de la iglesia católica y hábitos europeos, convirtiéndose en comunidades en gran medida autónomas, pero que dependen en última instancia del Monarca y del General de la Orden. La actividad misionera se ha intentado en América también por otras órdenes, pero ninguna con tanto éxito en sus objetivos y de tanta fama póstuma como la de los jesuitas. Sin embargo, por diversos factores, el missionarismo adoptó moldes un tanto diferentes a los de la América española en relación con lo que sucedió en los dominios de Portugal, cuyo éxito fue más bien limitado.

### Los Siete Pueblos y la Reducción de San Miguel Arcángel

Ubicación de los Siete Pueblos (en la zona rosa).

En la época en que fue fundada la reducción de San Miguel, sujeta a la Provincia Jesuítica del Paraguay, el territorio pertenecía a España, y su caída final se debe a los conflictos que esta nación contrajo con Portugal por la posesión de la región, así como a la intensa campaña difamatoria que los Jesuitas sufrieron en el siglo XVIII, que llevó a su expulsión de ambos países ibéricos y posteriormente a la supresión (temporal) de la Orden, lo que provoca una desestructuración generalizada en todas sus antiguas fundaciones misioneras. Mientras que el final no llegó, esta reducción se integró al grupo conocido como las reducciones guaraníes, pues los nativos en su mayoría pertenecen a esta etnia, un grupo que, de todas las reducciones de América, fue uno de los más organizados y florecientes, llegando a convertirse en un modelo ideal de la reducción jesuítica.
Dentro del gran grupo Guaraní, surgió un grupo particular que se hizo conocido como los Siete Pueblos de las Misiones, que nacieron como una derivación de las dieciocho Reducciones del Tape, fundadas a partir de 1626, en la orilla oriental del río Uruguay, una región que hoy es parte del estado de Río Grande del Sur, en Brasil, entre ellas la primitiva reducción de San Miguel Arcángel, fundada en 1632 por los padres Cristóbal de Mendoza y Pablo Benevidez.

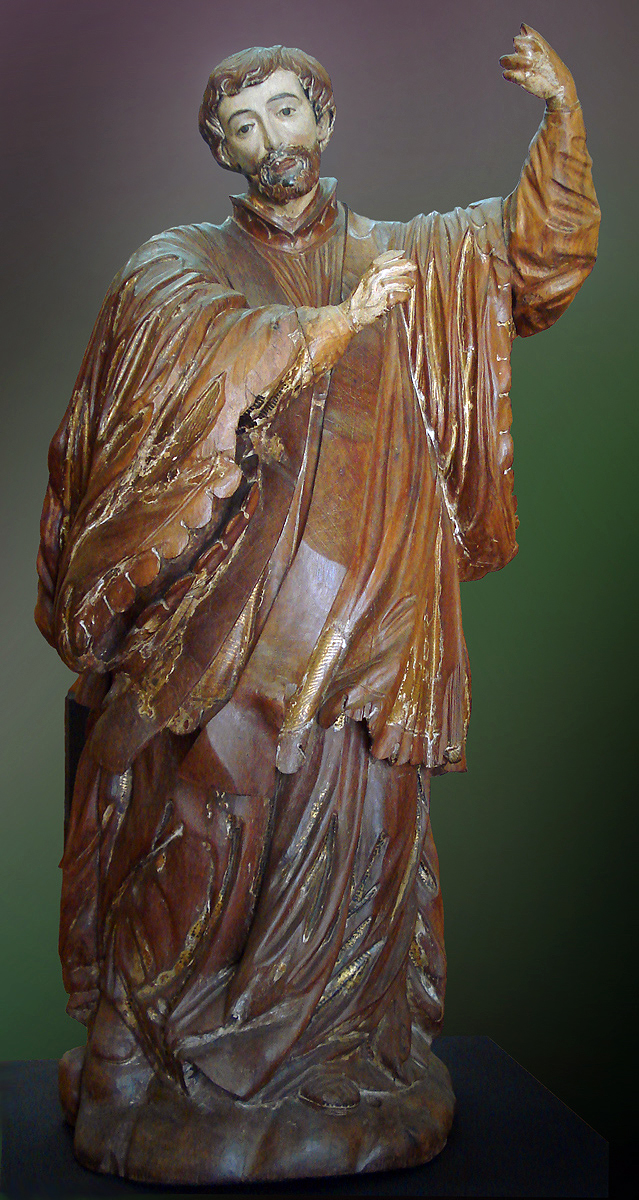
San Francisco Javier, el arte misionera, conservada en el Museo Julio de Castilhos, en Porto Alegre.

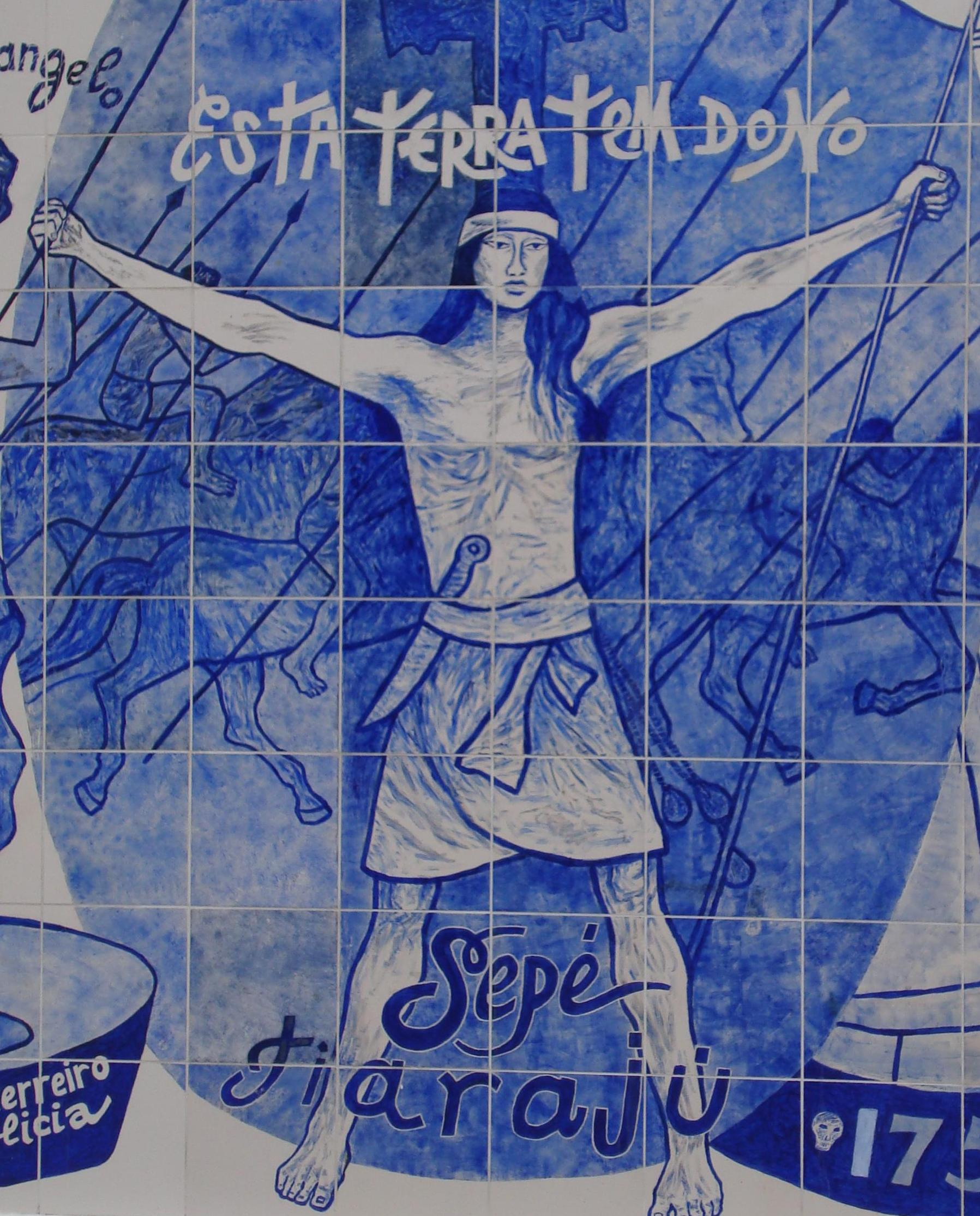
Imagen de Sepé Tiaraju imaginado por el artista Danubio Gonçalves, instalada en el Memorial de la Epopeya Riograndense, en Porto Alegre, bajo la famosa frase que habría dicho: Esta tierra tiene dueño!

Quince de estas reducciones fueron sitiadas y devastadas por los bandeirantes paulistas pocos años después de fundadas, y en 1638 las otras también tuvieron el mismo destino. Huyendo de la masacre y de la esclavitud, los indios sobrevivientes, junto con los curas directores, se desplazaron a la orilla occidental del río Uruguay. Los procedentes de San Miguel, destruida en 1637, se establecieron cerca de la ciudad de Concepción, en el Paraguay, iniciando otro poblado y levantando una iglesia. Este poblado fue prácticamente destruido por un tornado en 1642, siendo luego reconstruido.
Los exploradores habían sido incluidos temporalmente en la Batalla de Mbororé, librada en el año 1641, pero llevando a cabo en la misma época, el fin de la antigua Unión Ibérica, que había colocado a los reinos de Portugal y España bajo una misma corona; cambios en las políticas hicieron que la fundación de nuevas reducciones entrara en receso. La iniciativa fue resucitada a partir de 1682, cuando se fundaron siete nuevos poblados, los Siete Pueblos, algunos sobre las ruinas de las fundaciones anteriores, pero San Miguel fue vuelto a instalar en 1687, aparentemente en una nueva ubicación. San Miguel se ha convertido en el más importante y poblado de los Siete Pueblos. En 1690 el convento de los padres y un centenar de viviendas ya estaban en construcción temprana, y el pueblo tenía una población de más de cuatro mil personas. En su época de apogeo, llegó a tener casi siete mil. En 1697, la población había crecido tanto que la reducción ha tenido que ser desmembrada, pasando parte de sus habitantes a una nueva colonia, creada en las inmediaciones, bajo la dirección del padre Anton Sepp, que vino a ser conocida como la reducción de San Juan Bautista. En 1700 ya disponía de una iglesia, pero se pensaba en poner otra.
Si la primera fundación tuvo objetivos eminentemente evangelizadores, el nuevo contexto político provocó un cambio en la orientación de la misión cuando fue vuelta a instalar. Ahora, España tenía interés en que los centros funcionaran, no solo como centros de difusión del Cristianismo y aculturación del indígena, sino también como guardias de frontera, en un período en el que Portugal avanzaba cada vez más sobre los territorios españoles. Además, en virtud de la existencia de un gran rebaño de ganado que vivía libre en esta zona, la perspectiva de aprovechamiento económico de esta fuente de recursos se convirtió también en un factor importante.
Los Siete Pueblos han desarrollado una cultura propia, con un notable desarrollo económico y cultural, registrándose una gran producción y compra de obras de arte. Sus iglesias, las estructuras más destacadas de los poblados, eran ricamente ornamentadas. San Miguel administraba también una oficina, que de acuerdo con Antonio Rodrigues "se constituyó en uno de los mayores centros jesuíticos de cría de ganado, considerada la principal fuente de riqueza económica de la región desde entonces", y el excedente de su producción agropecuaria y manufacturera abastecía a varias otras ciudades españolas, en la provincia del Paraguay.
La iglesia, una importante muestra de arquitectura barroca, surgió entre 1735 y 1750. Fue en la iglesia donde el teatral y prolijo espíritu barroco de la época alcanzaba su culminación y ejercía su más profundo efecto seductor sobre los indígenas, que celebraban cultos rodeados de símbolos sugerentes y con fuerte inclinación a la festividad y al dramatismo, considerados eficientes medios de adoctrinamiento. La fiesta del patrono, en la descripción del padre Domenico Zipoli, es ilustrativa, diciendo ser "la más dezuzada pompa", como se debía "al glorioso archanjo, que es el jefe de las cohortes angélicas".
La construcción de la iglesia marcó el apogeo de la reducción y el principio de su fin, pues exactamente en 1750 el Tratado de Madrid determinó que los Siete Pueblos fueran entregados a Portugal a cambio de la Colonia del Sacramento, en Uruguay. Los indígenas protestaron y se dio la Guerra Guaranítica — en la cual el indio Sepé Tiaraju, que ocupaba la función de corregidor en San Miguel, se destacó como líder a punto de convertirse en leyenda, héroe nacional y un santo popular —, pero a esta altura los jesuitas poco pudieron hacer por ellos, ya que la Orden estaba también bajo el devastador ataque en Europa, acusada, entre otras cosas, de fomentar la rebelión indígena contra el poder civil y tratar de fundar un imperio independiente en las Américas. Los indios perdieron la guerra, y en 1756 San Miguel fue ocupada sin resistencia, pues había sido abandonada, pero los conquistadores encontraron la casa de los sacerdotes y la iglesia en llamas. Los jesuitas acabaron siendo expulsados de América en 1768, y en 1773 la Orden fue disuelta por el papa Clemente XIV, poniendo un punto final en su tarea misionera.

### Decadencia
Los remanentes de los poblados fueron asumidos por un gobierno laico ayudado por religiosos de otras órdenes. Algunos sobrevivieron algún tiempo más, entre ellos San Miguel, pero el antiguo esplendor nunca más fue recuperado. El incendio de la iglesia de San Miguel en 1756 no destruyó todo el edificio, y parece haber quedado limitado a la sacristía, en tanto que los informes de visitas luego de la Guerra Guaranítica aún señalan la existencia de su decoración interior.

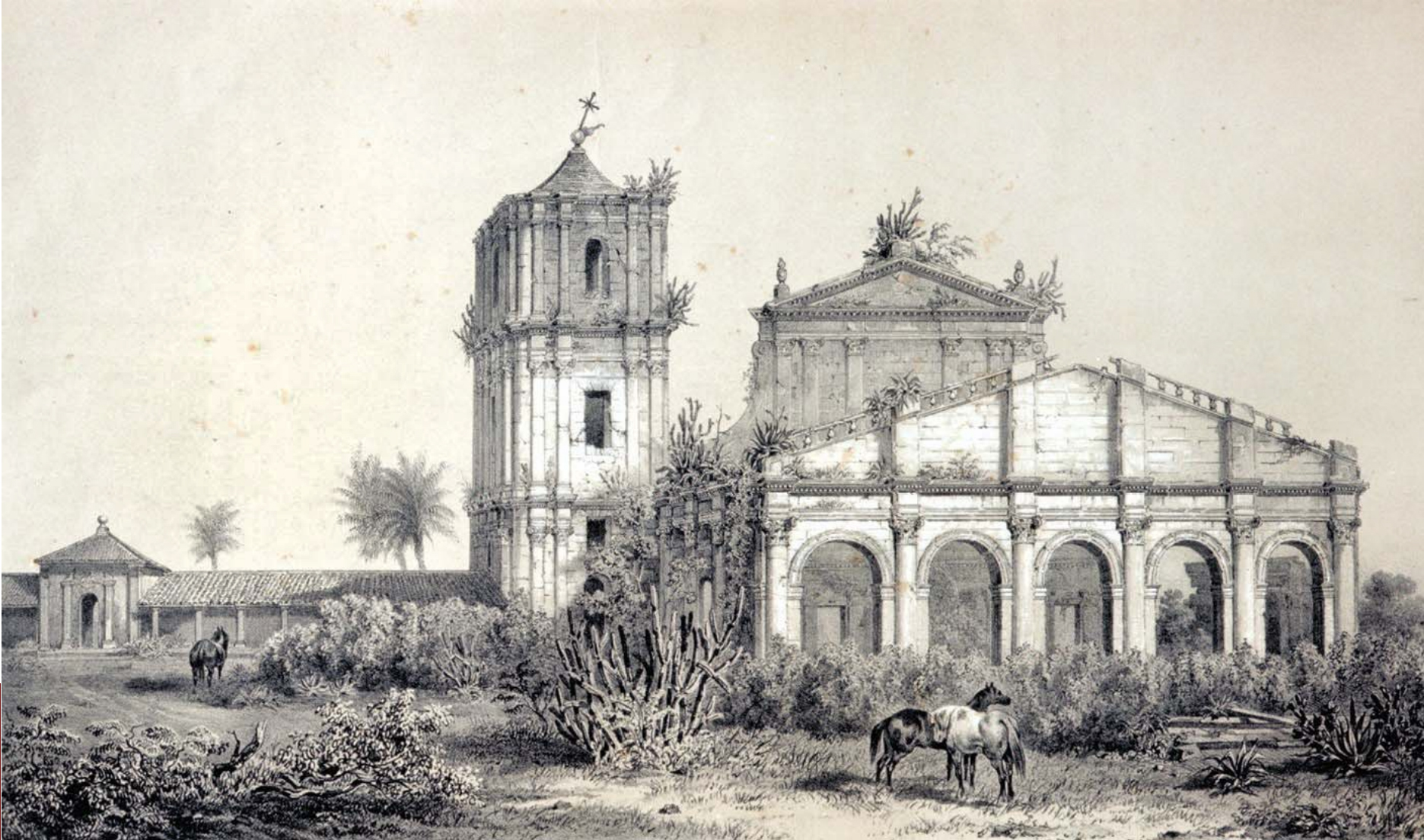
Ruinas de la iglesia de San Miguel en 1846, después de la desintegración del pueblo.

Los nuevos administradores repoblaron el lugar y se hicieron varias obras de restauración en los años sucesivos, pero fueron muy sumarias, y entre 1762 y 1768 su cúpula, antes de madera, fue erguida con ladrillos y cal. Sin embargo, en 1789, un rayo golpeó la iglesia, haciendo que incendiase de nuevo. En 1801, con una nueva guerra entre las potencias ibéricas, los portugueses invadieron la zona y la conquistaron definitivamente. En 1828 las ricas iglesias de los Siete Pueblos fueron finalmente saqueadas por Fructuoso Rivera, que llevó de allí 60 carretas de objetos preciosos y obras de arte sacro, causando la dispersión final de los indígenas sobrevivientes.
Un largo período de abandono sucedió y un matorral cubrió el lugar. El techo se arruinó y la galería se derrumbó en 1886, golpeado por otro rayo, muchas piedras fueron removidas para ser aprovechadas como material de construcción, y las paredes pasaron a ser blanqueadas por los cazadores de un "legendario tesoro de los jesuitas".

## Rescate y conservación
Habiendo declarado la zona en 1922 como "Lugar Histórico", entre 1925 y 1927, el Gobierno del Estado delimitó la zona protegida y se procedió a una primera estabilización de las ruinas, pero el interés oficial estaba en esta época orientado sólo a la iglesia, dejando de lado la planta urbana de la reducción. Sólo cuando se iniciaron los trabajos del IPHAN, es que se comenzó la recuperación de la integridad del complejo, estando entre los primeros vuelcos realizados por la institución, fundada en 1937. Lucio Costa fue el responsable de la evaluación del sitio y su calificación como apto para el vuelco, efectuado en 1938. En el mismo año se iniciaron las obras de limpieza y consolidación de las ruinas, que habían sido adoptadas por la vegetación.

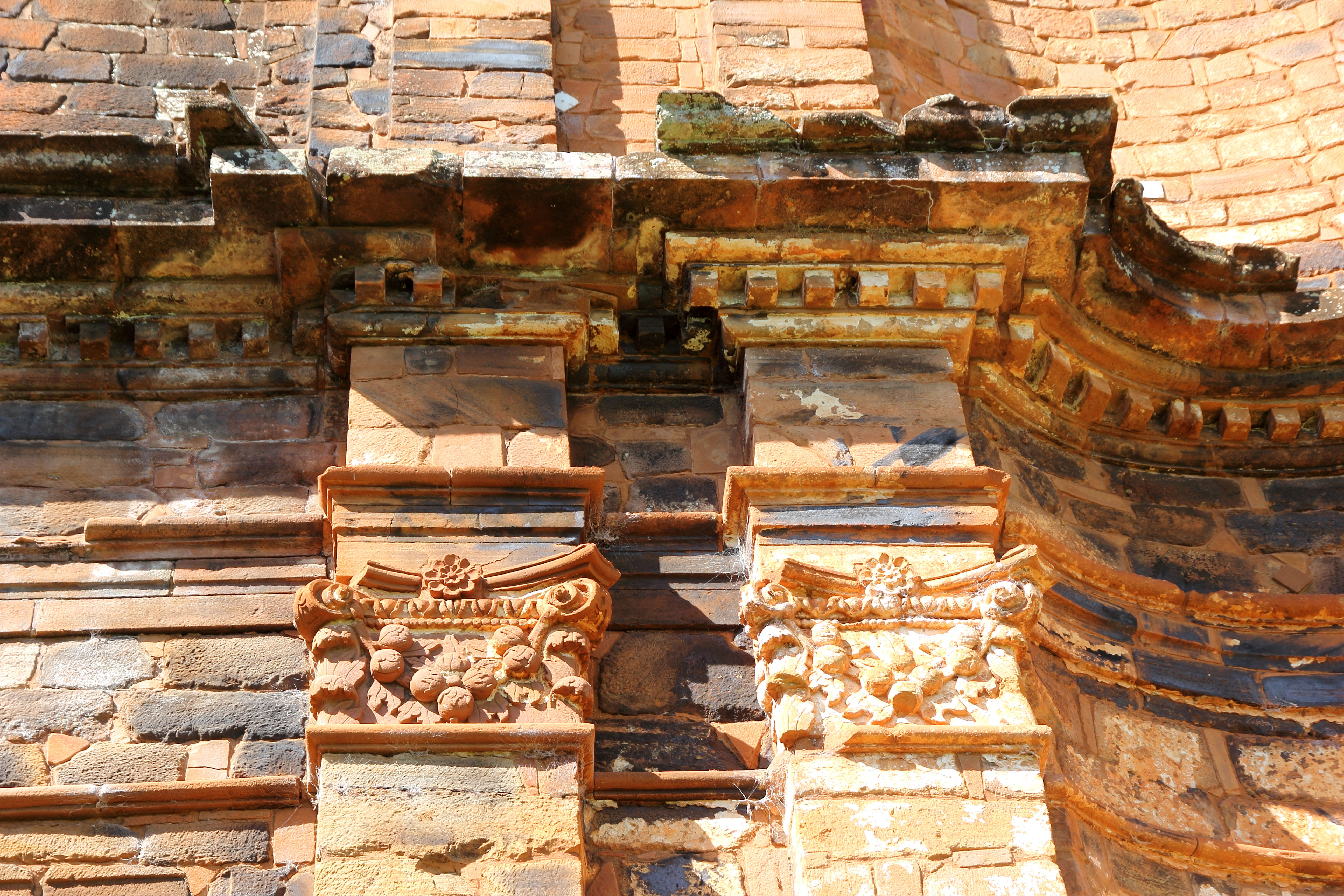
Detalle de los capiteles de la fachada.

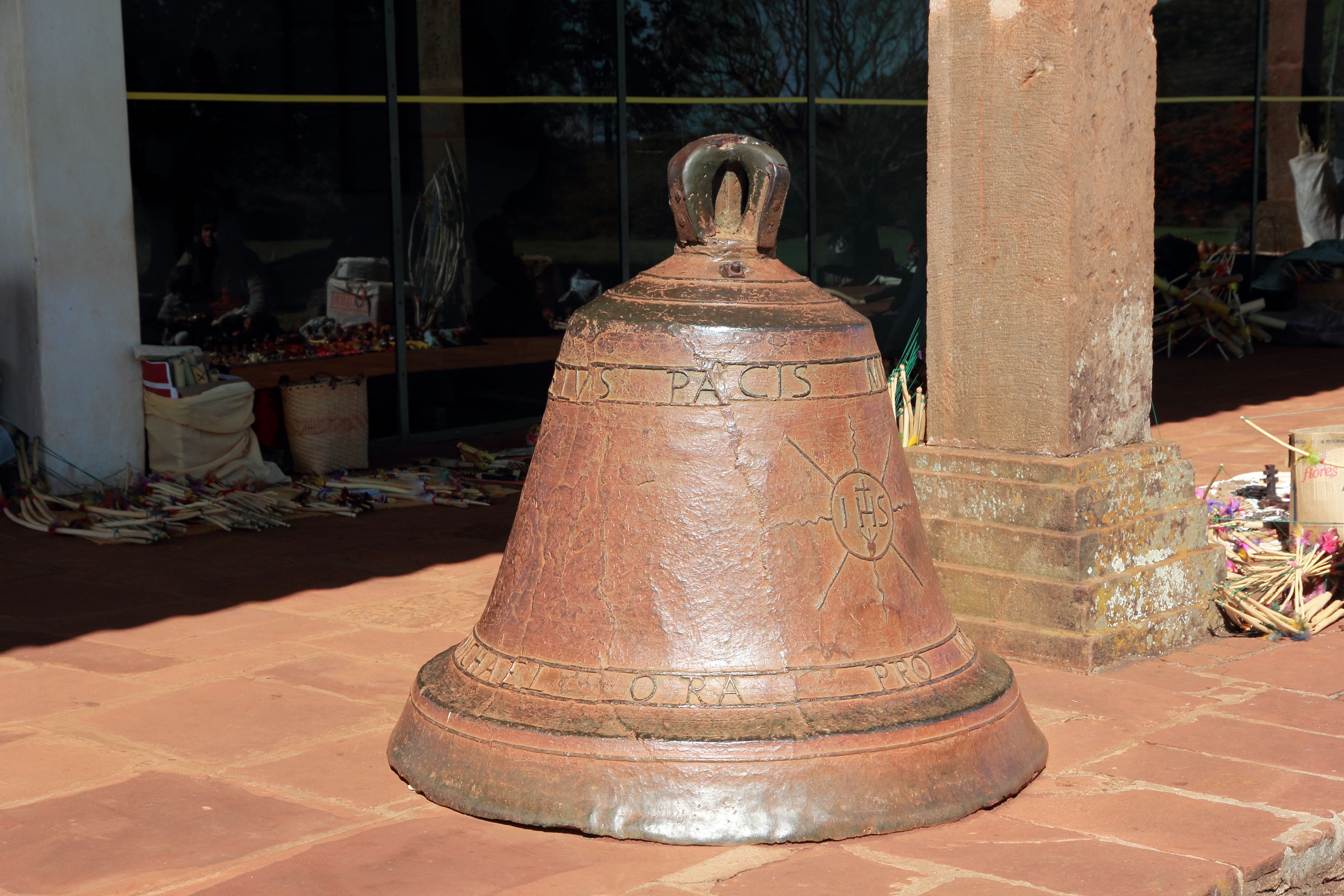
Una de las antiguas campanas de la iglesia.

Al mismo tiempo, fue construido en el anexo un museo, el Museo de las Misiones, que recogió los restos de muebles del legado misionero en la región, teniendo hoy en día la mayor colección de estatuaria misionera en Brasil, además de otros objetos relacionados, como fragmentos de relieves, las fuentes y uno de los grandes campanas de la iglesia. El museo fue diseñado por el mismo arquitecto Lúcio Costa, inspirado en las edificaciones españolas de la época y las viviendas para los indios construidas en el pueblo.
Continuando con los trabajos de investigación y protección, el IPHAN determinó modificaciones en el Plan Director de la villa de San Miguel de las Misiones, que comenzaba a avanzar sobre el sitio arqueológico. Poco después, los límites del área protegida se han incrementado, en 1948, de la plaza se limpia de escombros y vegetación. Entre 1954-58 fueron hechas nuevas intervenciones de refuerzo en las paredes, y en 1960, la población fue prohibida de seguir haciendo historia en el antiguo cementerio. En la década de 1970 se inició un proyecto de consolidación de las estructuras del colegio, los talleres y de la enfermería, y una vez más, el área protegida se ha ampliado. En 1978, se ha propuesto un plan de ocupación ordenada para el poblado en el crecimiento, la creación de una zona de amortiguación en el entorno, que refreou significativamente la invasión del espacio, pero cuando la villa de San Miguel fue emancipada, en 1988, uno de los primeros actos de la nueva Cámara fue derogar el plan anterior, lo que permite que varias fracciones del territorio preservado fueran vendidas y ocupadas. En 1994 fue establecido, en concordancia entre el IPHAN, el Poder Público local y representantes de la sociedad civil, un plan de evacuación de las zonas invadidas, implantado en el año siguiente. En la misma época en la que el terreno protegido alrededor de la fuente se ha ampliado, obligando a los nuevos cambios en el Plan Director. La evacuación se ha completado en 2008. Según Stello,
"El proceso de ocupación y expansión urbana de San Miguel de las Misiones fue fuertemente influenciado por la presencia, en un principio, la imponente ruina de la Iglesia de San Miguel, y más recientemente, del sitio arqueológico de San Miguel Arcángel y de otros elementos de carácter patrimonial. Actualmente los habitantes de San Miguel ya se dan cuenta de que el lugar está cargado de una serie de significados, entienden la importancia de este legado cultural y lo están incorporando a la planificación de su ciudad".

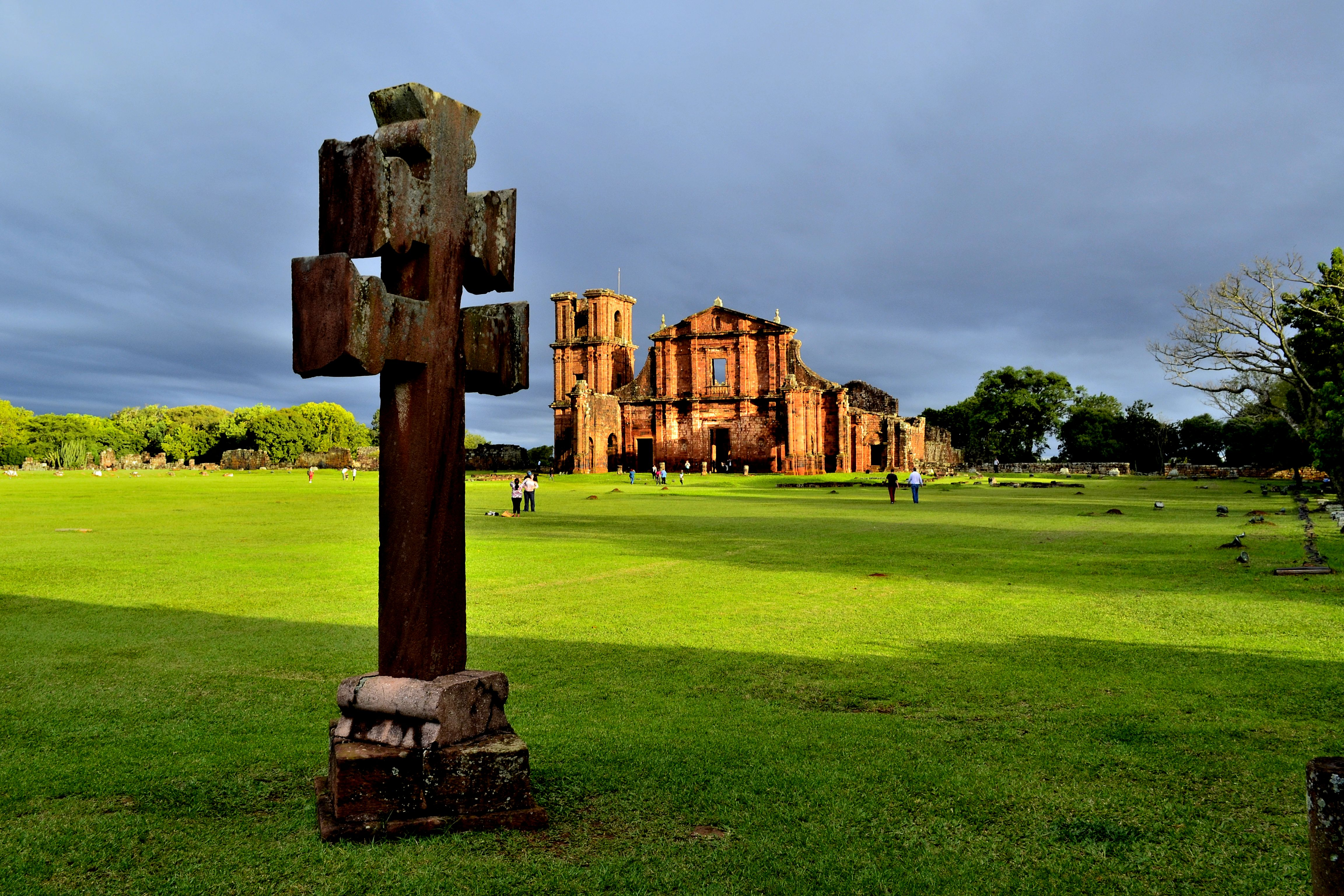
La gran cruz en la plaza de la antigua reducción.

A pesar de haber alcanzado buenos resultados generales, el proyecto de restauración iniciado por Lucio Costa sería cuestionable hoy en día. La estabilidad de la torre fue desde luego se considera precaria, y todavía en los años 30 se decidió por su desmontaje y restauración, pero en este proceso ha habido alguna modificación en sus características, ya que las piedras no fueron publicadas en su exacta posición original. La gran cruz misionera que fue instalada junto al Museo de las Misiones es un incremento arbitrario, que originalmente no formaba parte de este complejo, habiendo sido traída de un cementerio en Santo Ângelo, bajo la dirección de Lucio Costa, pretendiendo con ello hacer hincapié en el significado religioso del lugar. El sitio sufriría otras intervenciones posteriores de acuerdo con una metodología que hoy en día sería inaceptable, a pesar de ser vista como adecuada en la época. En el análisis de Ana Navarro, ex superintendente del IPHAN en el estado de Río Grande del Sur,
"En 1948 se han realizado obras que han consistido en la limpieza de la plaza, dando continuidad a la construcción de la imagen modernista prevista para el sitio, que comenzaron con la construcción del museo. [...] Hubo otro tipo de alteración identificada por Odair José de Almeida y Julio Curtis, más o menos en la misma época, en relación a los efectos negativos de algunas de las soluciones técnicas. El primer advirtió que los entrenchamentos de las juntas estaban mejorar los morteros de las diferentes épocas, las cuales ayudaban a contar la historia de la construcción. El segundo alertó sobre la amenaza de la "momificación' debido al uso de aglutinantes y costuras metálicas. Estas críticas, sin embargo, reconocían la validez de las soluciones que se han aquellas posibles de ser ejecutadas en la época. Estos aspectos fueron amenizados en secuencia, a partir de la utilización de materiales naturales, como la cal en el mortero. Sin embargo, no hubo la iniciativa de preservar muestras de morteros originales, la asignación para mejor interpretar la técnica constructiva utilizada, así como la evolución cronológica de las edificaciones del antiguo pueblo. [...]
"Las intervenciones trataron de conservar el documento, conservando los restos sin reconstruirlo. Sin embargo, las entrañas del documento han cambiado. En lo que se refiere a los 'escombros' que se han eliminado de la nave y la sacristía en los años 1930-1960, se sabe que, en realidad, contenían preciosas referencias arqueológicas. La acumulación de los materiales caídos en el interior de la antigua iglesia, cubiertos por la vegetación, era enorme y elevaba el nivel del suelo hasta media altura de los muros. El carácter romántico de las ruinas estimulaba una fuerte vinculación con el pasado. [...] Las mamposterías se fue consolidando con la sutura de las ranuras, los niveles del terreno comenzaron a bajar con la limpieza se realizó innumerables viajes de carros de mano, cuyos contenidos acabaron siendo arrojados en los fondos de la iglesia, soterrando los muros del porche posterior.
"Sobre todo el conjunto de ruinas fue construida la imagen diseñada por uno de los más grandes arquitectos modernos, que años después de ganar el concurso para el diseño de Brasilia — hoy también Patrimonio de la Humanidad. Fue una decisión de diseño, un diseño de la imagen como representación de lo moderno. Un ejemplo de monumento domesticado. [...] La ruina quedó posada en un tablero verde, pero no perdió la majestad, ni su imagen simbólica de una experiencia humana extraordinaria"".

## Características del sitio

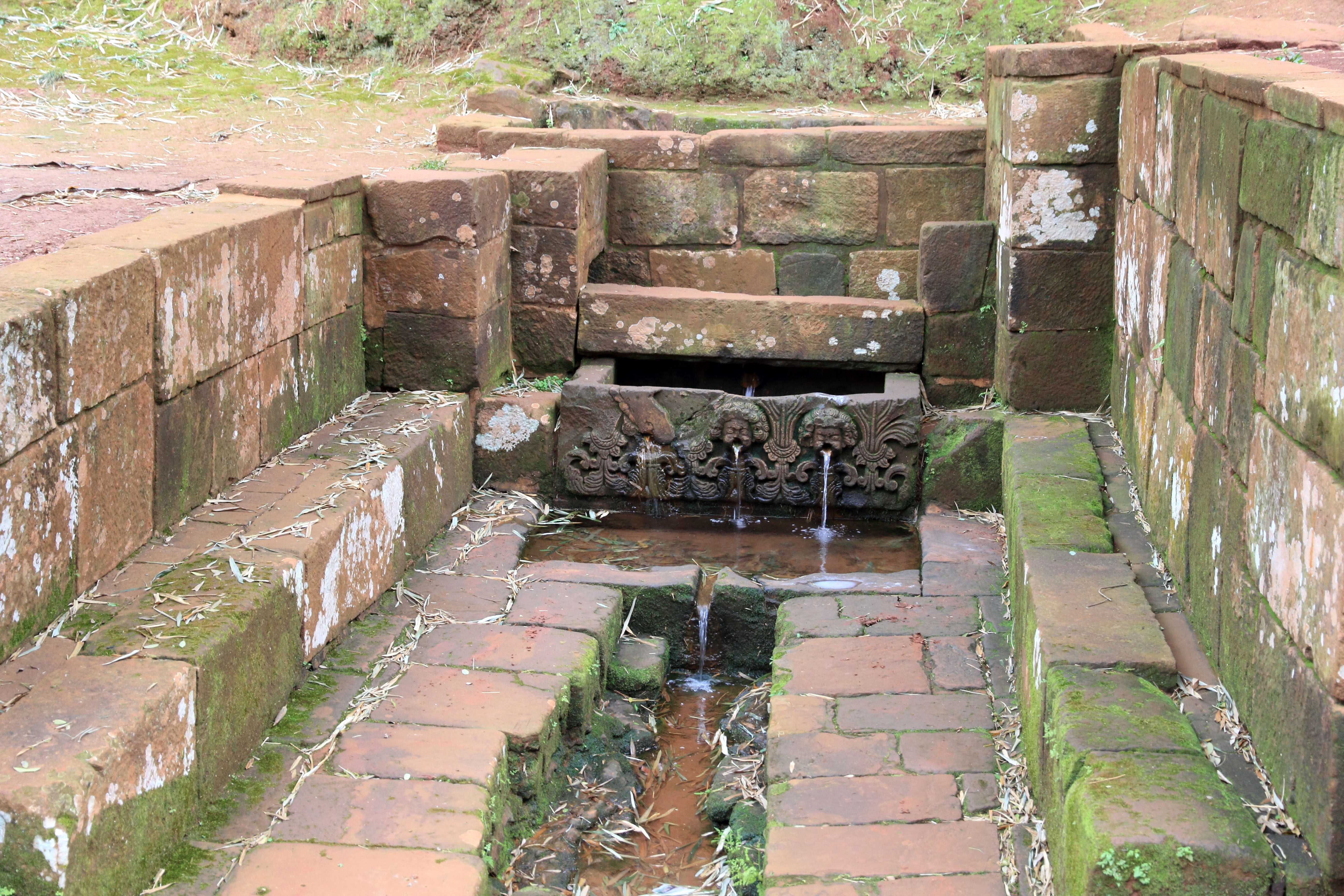
Restos de la fuente.

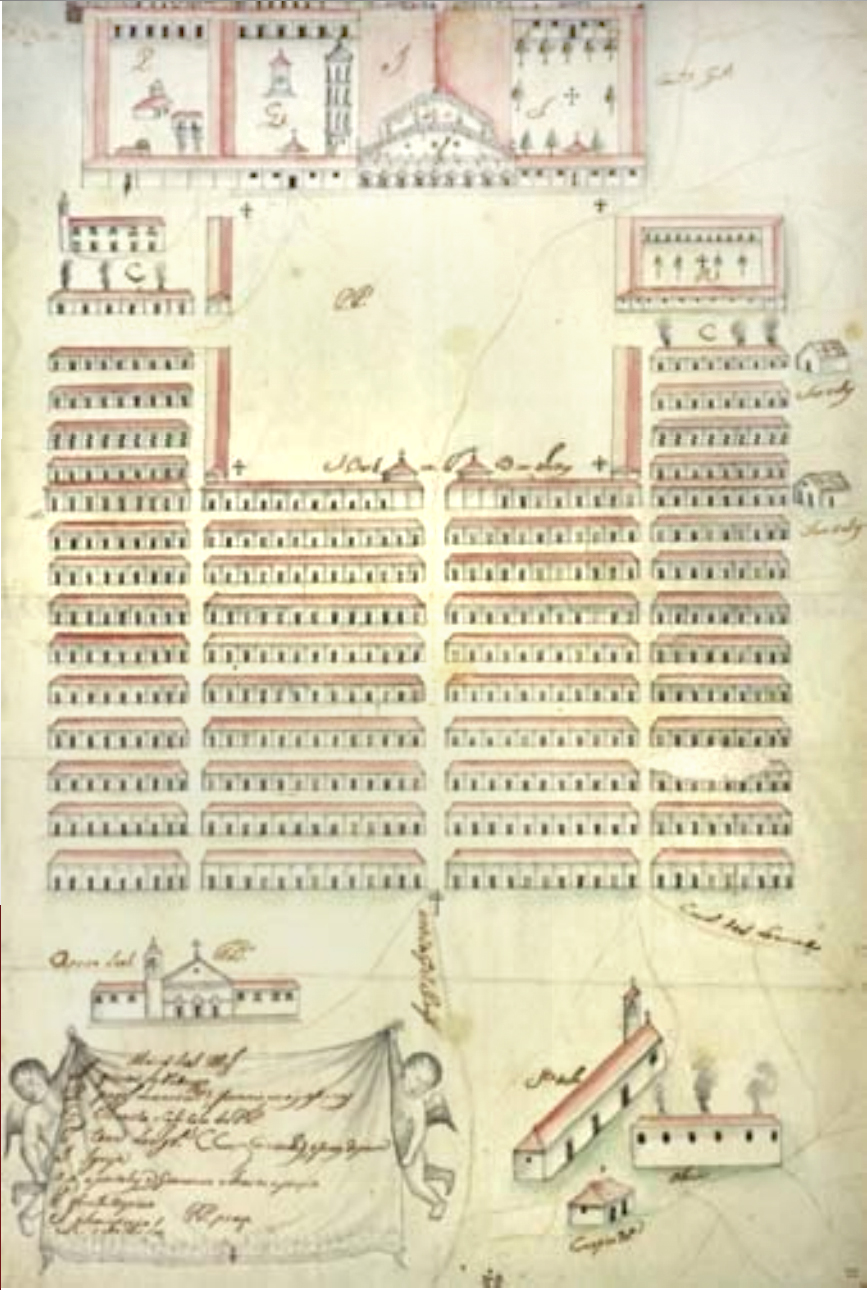
Planta de la reducción de San Miguel Arcángel, 1756.

El sitio arqueológico de San Miguel forma parte del Parque Histórico Nacional de las Misiones, que incluye también las ruinas de San Lorenzo Mártir, en São Luiz Gonzaga, San Nicolás, San Nicolásy de San Juan Bautista, en el Entre-Ijuís, todos unidos por el IPHAN.
El área del sitio cuenta con 38 hectáreas, y del gran complejo original sobreviven buena parte de la antigua iglesia, el campanario y la sacristía, las fundaciones de las viviendas indígenas, algunas de las bases de las paredes de las oficinas, del convento y de otros edificios, la plaza, el jardín y un buen acervo de objetos sagrados, principalmente estatuas devocionales, cuya procedencia original exacta, sin embargo, es incierta, habiendo sido recogidas en toda la región de alrededor. Las excavaciones también han encontrado un complejo sistema hídrico subterráneo construido en piedra arenisca, incluyendo estructuras emergentes, como de una fuente y de tanques circulares pavimentados. Esta fuente, labrada con mascarones en relieve, ubicada a un kilómetro de la iglesia, que sobrevivió en buenas condiciones encubierta por la acumulación de tierra y la vegetación. Fue redescubierta por el IPHAN en 1982 y se recupera en 1993. En las afueras del complejo sobreviven vestigios de dos capillas votivas, hornos de pan y senzalas. Algunas de las columnas fragmentos de piedra, ubicadas aparte, parecen ser los restos de los troncos, donde se castigaban a los malhechores.
Como revela la planta de al lado, se indica en 1756 por un oficial español, el pueblo de San Miguel tenía una estructura urbana fuertemente organizada, y aunque esta planta no se corresponda exactamente con los vestigios encontrados, es ilustrativa del modelo básico de la urbanización misionera jesuítica, siempre planificada con un esquema similar. San Miguel contaba con una gran plaza rectangular, alrededor de la cual se erigieron las viviendas indígenas, básicamente, en el lado norte de la iglesia, un colegio/convento, cementerio, talleres y huerto/huerta al sur, más depósitos y otras dependencias en los laterales. Todas las estructuras tenían cobertura de tejas de barro. Una avenida más ancha atravesaba el pueblo de norte a sur, dividiendo en dos mitades simétricas, y desembocava en la gran terraza en frente de la iglesia, haciendo hincapié en su carácter monumental. La plaza era el punto focal de la comunidad, donde se realizaban sus principales ceremonias, reuniones y festejos, y donde se aplicaba la Justicia. Las casas eran grandes pabellones divididos en módulos, rodeados de un avarandado cubierto. Escritos del padre Sepp, el refundador del pueblo, expresan su preocupación por el orden, la claridad y la regularidad en la estructuración de su trazado, en busca de "escapar de la estupidez que fácilmente sói cometer en la construcción demasiado apresurada de pueblos y ciudades", acompañando una tendencia clasicista y idealizante cuyos principios se expresan en la Ley de las Indias y las Ordenanzas Reales, que regularam la forma de la colonización española de América.
Las ruinas de la iglesia constituyen los restos más impresionantes y más justos de la antigua reducción. Su diseño es generalmente atribuido al jesuita Giovanni Battista Primoli, pero también fue atacada por el nombre de Francisco de Ribera, por lo menos como colaborador, y la galería debe haber sido producto de José Grimau. Fue trazada en estilo Barroco, y levantada a partir de 1735 en piedra arenisca. Puede quizás haber sido iniciada en 1720, como pensaba Lucio Costa, basado en una referencia ambigua de una carta de la época, y ha sufrido varias modificaciones a lo largo del tiempo. Primoli dejó obras muy tempranas en 1744, cuando se retiró para el Paraguay, y solo falta la carpintería y el techo, que fueron terminados en 1750.

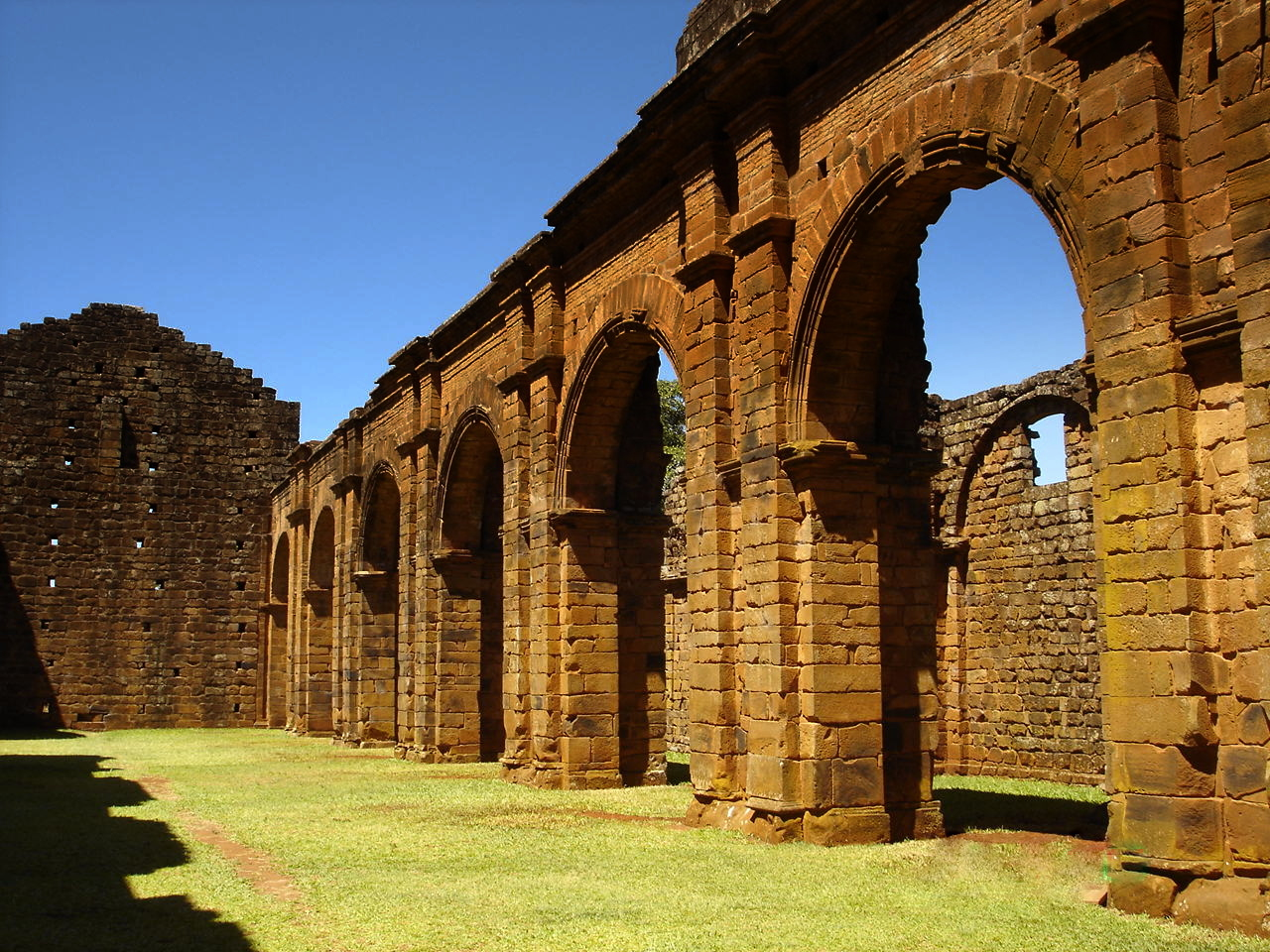
Vista del interior de la antigua nave central de la iglesia.

La iglesia se asentaba sobre una estereóbata con seis escalones anchos. Su fachada era precedida de una gran galería de siete arcos redondos intercalados con pilastras semicirculares de piedra blanca y roja, ligeramente galbadas para compensar la distorsión óptica, y con capiteles compuestos, que sostenían un frontón triangular rebajado, y daban acceso a tres puertas rectangulares, siendo la central más grande. En el interior de la galería, a la derecha, había un altar en talla dorada y un lavabo de cerámica vidriada que servía como baptisterio. La cornisa era decorada con frisos en relieve, y sobre el frontón, en la alineación de las columnas, se pasaban seis estatuas de apóstoles. Por detrás, podía ver el segundo nivel del cuerpo del templo, con un nicho central para una estatua de San Miguel, y por encima de este bloque, un nuevo frontón triangular coronado por una cruz. En un costado se encontraba una torre de aspecto macizo y de sección cuadrada, con un arco en la base y dos planos superiores, el último con abertura en forma de arco para seis campanas y finalizado por un coruchéu en forma de tienda de campaña, arrematado por una cruz de hierro. La torre tenía 61 palmos de altura y 36 de ancho. La galería debe haber sido una adición posterior a la finalización de la iglesia, pues ella sólo se llega a tocar la pared adyacente y no tiene ninguna atadura.
Originalmente la iglesia fue pintada de blanco por dentro y por fuera, utilizando la tabatinga, un barro grisáceo existente en la región. Su interior se dividía en tres naves, separadas por arcos de piedra, con un techo de madera en forma de bóveda con armazón aparente. Una cúpula cubierta por un tejado a seis aguas cubría el transepto. Sus once altares, uno en la capilla mayor, cuatro en el crucero y seis en las naves laterales, eran ricamente ornamentados con talla dorada y policromada, esculturas y pinturas. En el altar mayor fue entronizada una estatua monumental del arcángel Miguel. El aspecto suntuoso del interior es transmitido por algunas de las descripciones literarias. Uno de estos relatos fue dejado por el Vizconde de San Leopoldo, que participó de la Guerra Guaranítica:
"Frente a una gran plaza cuadrangular, en el que desembocan nueve calles, se veía en el templo, así que de paredes de barro y piedra, pero muy gruesas, y blanqueadas de tabatinga [...] la iglesia es de tres naves, de trescientos cincuenta palmos de longitud, y ciento y veinte de ancho, con cinco altares de talla dorada, y excelentes pinturas. [...] La torre también de piedra con seis campanas".
Otro visitante, el capitán español don Francisco Graell, así la describió:
"La iglesia es muy grande, toda en piedra grês, con tres naves en forma de media naranja, muy bien pintada y dorada, con un magnífico pórtico y de bellísima arquitectura; las bóvedas en forma de media naranja son de madera, el altar mayor es de ranuras sin que se doren, a falta de la última parte: en el crucero hay tres altares esculpidos, dos en estilo italiano, también de oro".

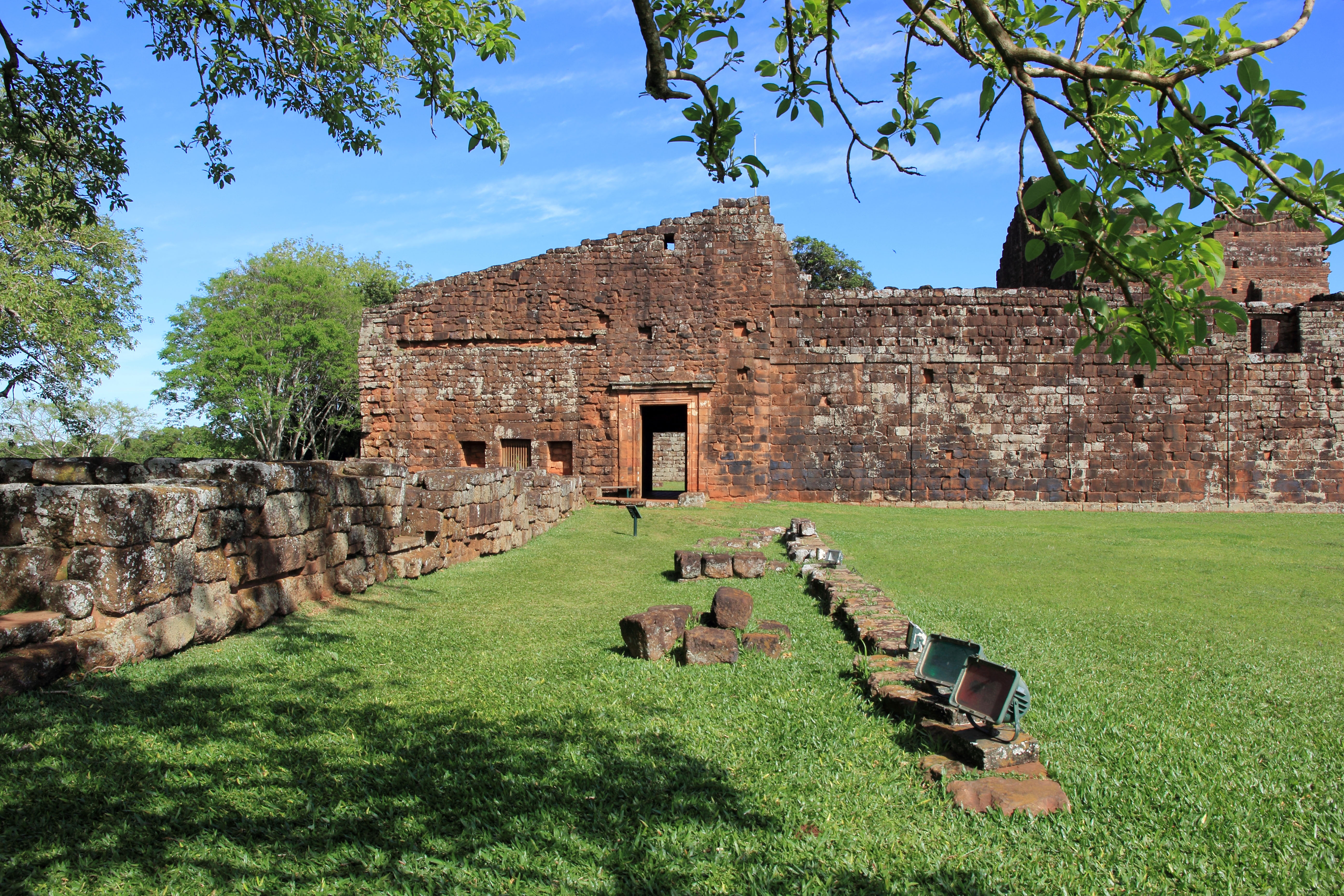
Pared este de la iglesia y el patio del claustro.

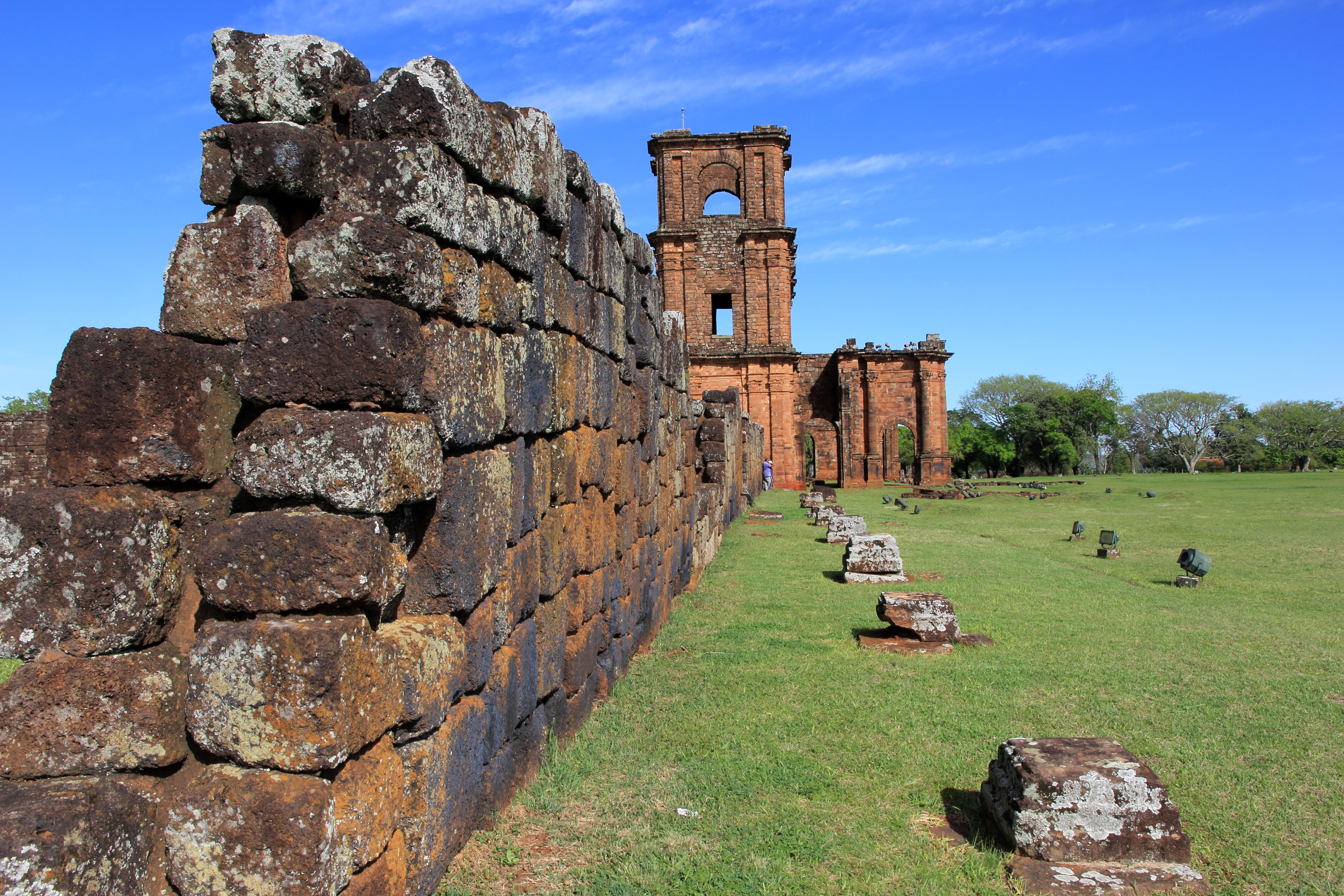
El resto de la pared norte de los talleres.

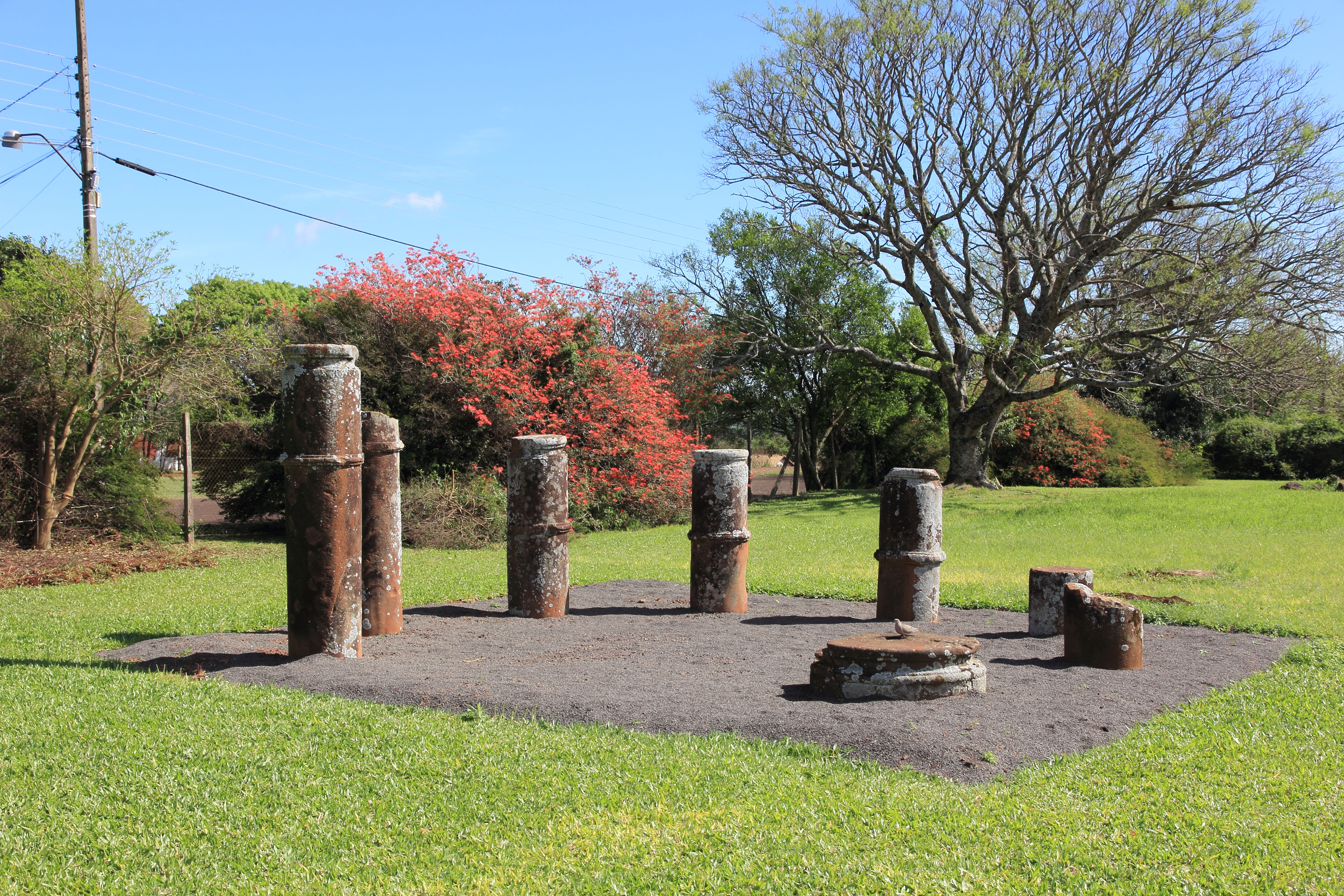
Columnas cuya función aún no ha sido descifrada.

Las antiguas viviendas de los indios y otras estructuras sólo quedan los cimientos y algunas bases de las paredes. Un claustro para la vivienda de los padres se encuentra al este de la iglesia, teniendo acceso a esta, para el patio de los talleres y a la plaza. En el centro del patio había un reloj de sol. El claustro era compuesto de estancias encolar y intercomunicantes, pavimentados de baldosas, compuesto por un amplio avarandado sostenido por columnas de piedra, y con puertas que se abrían a un patio descubierto. Una sala que servía como comedor y sótano probablemente funcionaba como bodega. Otro avarandado se volvía para atrás del convento, dando al vergel y huerta, una zona con 1.200 palmos de largo y 300 de ancho, donde había una cantidad de árboles frutales y eran plantadas con caña de azúcar, hortalizas y verduras, hierbas y flores, que según narraciones antiguas eran de regadío a través de una nuera. El claustro también daba paso a un segundo patio con 275 palmos de lado, donde se encontraban los almacenes, una casa-fuerte con la pena de prisión, el tronco para los castigos, los talleres y otras estructuras aún no identificadas. Anexos a los talleres hay restos de lo que se cree haber sido el tambo, una casa de huéspedes donde los usuarios eran autorizados a permanecer en el máximo por tres días. Puede, sin embargo, haber sido una carnicería o un establo.
El cementerio estaba al oeste de la iglesia, con un plan de calles ortogonales. En su centro fuera instalada una gran cruz, teniendo otro de doce palmos de marquetería de nácar con listones dorados. En secciones separadas eran enterrados hombres, mujeres, niños y niñas. Los padres y los líderes indígenas fueron sepultados en el interior de la iglesia. Es posible que en el subsuelo del transepto había una cripta para el entierro de los padres, pero las excavaciones para confirmar o no esta hipótesis aún no han sido realizadas. Al fondo del cementerio había una capilla, donde se hacían los funerales. Al oeste del cementerio, divergiendo de la planta de la reducción, fueron encontrados los restos del cotiguaçu, donde vivían las mujeres viudas, los huérfanos y aquellas cuyos maridos habían salido de la aldea temporalmente para prestar servicios. Era una casa amplia, organizada a manera de claustro. El consejo indígena, el Cabildo, funcionaba, probablemente, en una de las casas en el extremo de la plaza frente a la iglesia, al lado de la avenida central, pero su ubicación exacta aún no ha sido identificada.
Las otras estructuras principales de la aldea eran las viviendas de los indígenas, un gran conjunto de pabellones dispuestos regularmente, separados por calles rectas y divididos en módulos, cada uno habitado en general por una familia, en un máximo de dos. Los rastros y registros literarios indican que en la fecha de su abandono eran todos de la planta baja, con armazón de madera y paredes de tapia de mano o adobe, avarandados con techos de tejas, sostenidos por pilares cuadrados de piedra con doce palmos de altura y vigas decoradas con ranuras. Los módulos no tenían divisiones internas y todos tenían sólo una abertura de la puerta, siempre orientada en la dirección de la iglesia. Así como las otras estructuras, las viviendas indígenas han pasado por sucesivas transformaciones, siendo más rústicas en los primeros tiempos. La bibliografía antigua cita otras construcciones, como una capilla dedicada a Santa Tecla, una alfarería, una carpintería, un hospital y edículas para los vigilantes del pueblo, pero su ubicación aún no ha sido descubierta.

## Significado histórico y cultural
El modelo urbano de las reducciones ha sido considerada como una realización brillante y original para su contexto, con un sistema mucho más estructurado que la gran mayoría de los pueblos coloniales de la época, y adaptado a la realidad local. Como dijo Luis Custodio,
"Originados en el contexto colonial español, [los pueblos guaraníes] también utilizaron las directrices administrativas y las referencias urbanas vigentes para estructurar una tipología peculiar, morfológica y funcional, que puede ser considerada como una variante de la organización espacial española adecuada a un programa y a una situación política y administrativa propia. [...] Desde el punto de vista del urbanismo, la experiencia misionera presenta peculiaridades que le confiere suma importancia en el panorama de la historia mundial. La mayoría de las poblaciones creadas a partir de los planes post-renacentistas españoles, tuvo sus elementos diseñadores como el trazado, la ocupación, los límites y la estructura agraria, definidos en proyectos de base de dos dimensiones, esto es, en su trazado. Esto ha permitido otorgar a los espacios urbanos de las ciudades de origen colonial española, configuraciones diferenciadas, derivadas de los procesos de ocupación peculiares de cada asentamiento, de acuerdo con factores socio-económico-culturales específicos en cada tiempo y lugar. En las misiones, el plan ideal definió como una tipología y fue aplicado en su tridimensionalidad; esto es, además del trazado, la arquitectura de los pueblos fue construida en su totalidad, siendo la fórmula repetida al menos en treinta casos, junto a los guaraníes y diez, entre los chiquitanos. Los Casos que presentaron pequeñas variantes, principalmente en lo que se refiere a la arquitectura o a la disposición de algunos elementos de los conjuntos. Esta tipología es plenamente reconocible como la del 'espacio misionero'. Al lado de la arquitectura, estaban prácticas sociales características, relacionadas con el funcionamiento del sistema reducional misionero. Casos como el de las reducciones jesuítico-guaranís, fruto de una concepción urbana integral, que conjuga el espacio estructurado con prácticas sociales específicas, de una propuesta construida y practicada a lo largo de generaciones, son una rareza en la historia del urbanismo".

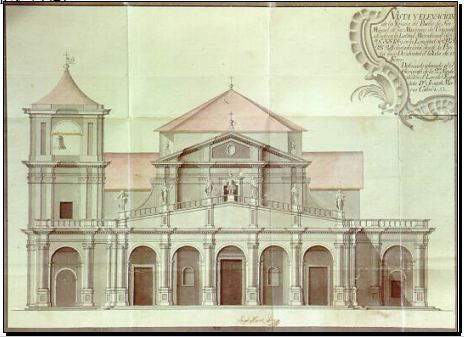
Elevación de la fachada de la Iglesia de San Miguel en 1756, el proyecto del padre Giovanni Battista Primoli.

La iglesia en sí desde su construcción ha sido vista como una obra de calidad superior y varios registros antiguos hacen hincapié en su aspecto monumental, siendo erigida en la tercera fase de la arquitectura misionera, que corresponde, en la clasificación de Objetos que, a su apogeo, cuando se pasa a emplear sistemas constructivos europeos, paredes portantes de piedra y bóvedas y cúpulas de ladrillo. en Las palabras de Custodio,
"En el campo de los ordenamientos urbanos y la arquitectura se puede considerar que la reducción de San Miguel Arcángel tuvo un papel pionero en el ámbito de los Siete Pueblos y en el interior del sistema misionero. Fue allí que, a partir de la acción de arquitectos europeos, se inició la introducción de la llamada arquitectura clásica en las reducciones, que pasaron a dominar a la estructura urbana formal y funcionalmente consolidada de la tipología urbana misionera".
Según varios autores (Schulze-Hofer, Marchiori, Gutiérrez, Custodio, Rodrigues), la iglesia se sitúa entre las más grandes logros edilícias de los misioneros jesuitas, sólo tuvo un similar en la reducción de la Trinidad, en el Paraguay. En su decoración se han utilizado motivos propios de la región, como los capiteles que substituíam las tradicionales hojas de acanto , por las de la alcachofa, y los frutos del apepu ornamentando las fachadas. Sin embargo, su estilo se deriva directamente de la tradición europea, aunque su caracterización y genealogía estética exacta sean un tanto polémicas. Ha sido identificada su afinidad con la Iglesia de Jesús en Roma, proyecto de Giacomo Vignola, una de las obras fundadoras de la arquitectura barroca, y que, en la expresión de Custodio, "además de ser un hito identificador de la matriz de la Compañía [de Jesús], que será ampliamente utilizada como arquetipo en los proyectos jesuíticas". Dice Paula Rodrigues: "Como Custodio (2000), y Stello (2005), entre otros, afirma que la importancia del conjunto arquitectónico de las Misiones de San Miguel se da por la relevancia de haber estado en el centro de los acontecimientos de la Guerra Guaranítica (1750-1756) y del Tratado de Madrid (1750), y por la riqueza del conjunto de la reducción jesuítica".

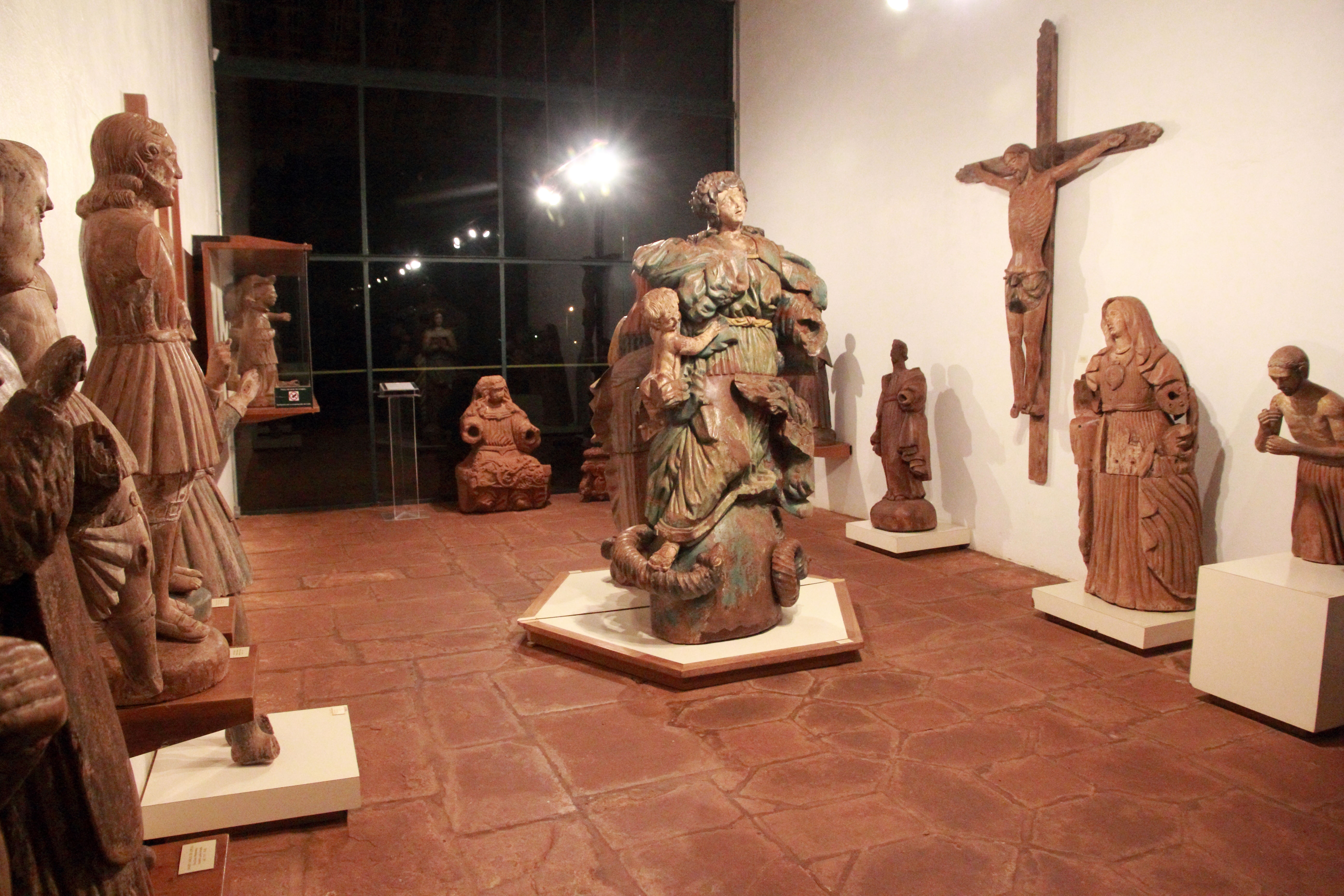
Una de las salas del Museo de las Misiones.

La civilización creada por los jesuitas en las reducciones ha dado margen a la enorme polémica, en la que se discute sus presuntos méritos y fracasos, pero su herencia material e inmaterial tiene una importancia reconocida unánimemente por su valor histórico y cultural. Su protección como "Lugar Histórico" por la Ley de Tierras de 1922 del Gobierno del Estado, y vuelque a nivel nacional realizado por el IPHAN en 1938, son otras atestações de la gran relevancia del monumento, reconocida internacionalmente en 1983, cuando la UNESCO lo declaró Patrimonio de la Humanidad, junto con las ruinas argentinas de San Ignacio Miní, Nuestra Señora de Santa Ana, Nuestra Señora de Loreto (Argentina) y Santa María la Mayor, diciendo al respecto: "Los restos de estas misiones jesuíticas son ejemplos excepcionales de un tipo de edificación y de conjunto arquitectónico que ilustra un período significativo de la historia de la Argentina y del Brasil".
Las ruinas de San Miguel, en particular, la imagen de la iglesia, se han convertido en uno de los principales iconos del estado del Río Grande del Sur. Para el Movimiento Tradicionalista Gaucho, "la historia de las misiones es una de las raíces de la cultura regional gaucha", , y están en la base de toda una corriente musical regionalista, la llamada "música misionera", que nació en la década de 1960 como forma de protesta política contra la dictadura militar y la homogeneización cultural. El sitio es la mayor base de la identificación comunitaria de San Miguel de las Misiones, que se formó a su alrededor, directamente vinculada a él, es el más importante polo cultural de la ciudad, que no tiene otros museos ni teatros y tiene pocas opciones de cultura, está en el centro de varias fiestas locales, y es una de sus principales fuentes de ingresos a través de su explotación turística. Por otro lado, la creciente interferencia reguladora de las instancias oficiales y técnicas distantes de la comunidad ha generado algunas tensiones, ya que una parte de los ciudadanos de San Miguel de las Misiones siente que la ciudad y sus habitantes están siendo progresivamente alijados de las decisiones respecto de su principal patrimonio y el enfoque identitario.
También es hoy en día una gran atracción turística, recibiendo 80 mil visitantes por año. El sitio fue integrado a la ruta estatal Ruta de las Misiones, siendo el más importante monumento histórico de la Región de las Misiones, y forma parte del Circuito Internacional Integrado de las Misiones Jesuíticas de los Guaraníes, declarado por la UNESCO una de las cuatro rutas de turismo cultural internacional más importantes del mundo. La definición del Circuito, que incluye sitios de Paraguay, Argentina y Brasil, donde están los siete Patrimonios de la Humanidad, es considerada la apertura de un auspicioso camino para fomentar el desarrollo regional, especialmente a través del turismo, y para una aproximación cultural, política y económica de los países que comparten una Historia común. Este potencial, aún poco explorado, y que puede integrar también a Bolivia y Uruguay, viene siendo reconocido en mayor escala.

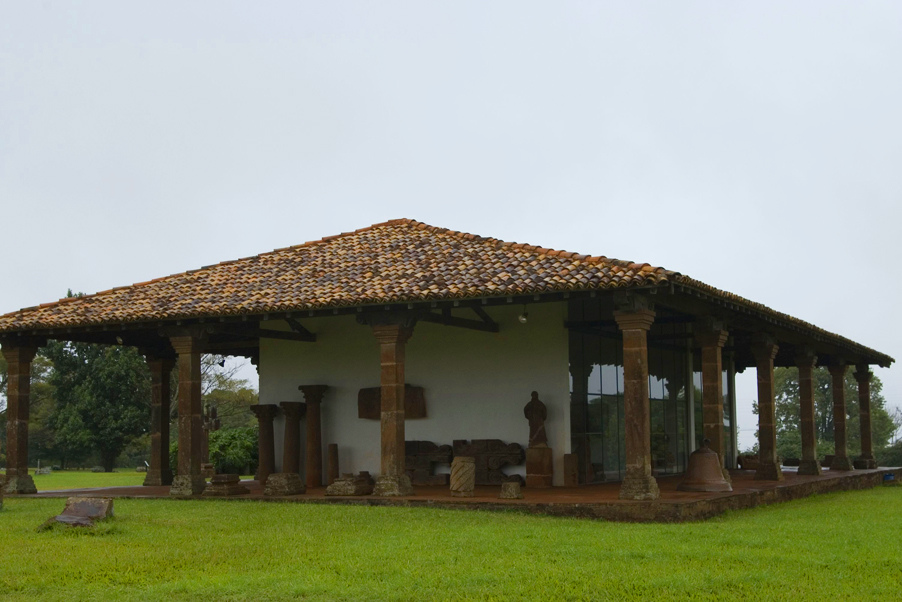
El Museo de las Misiones.

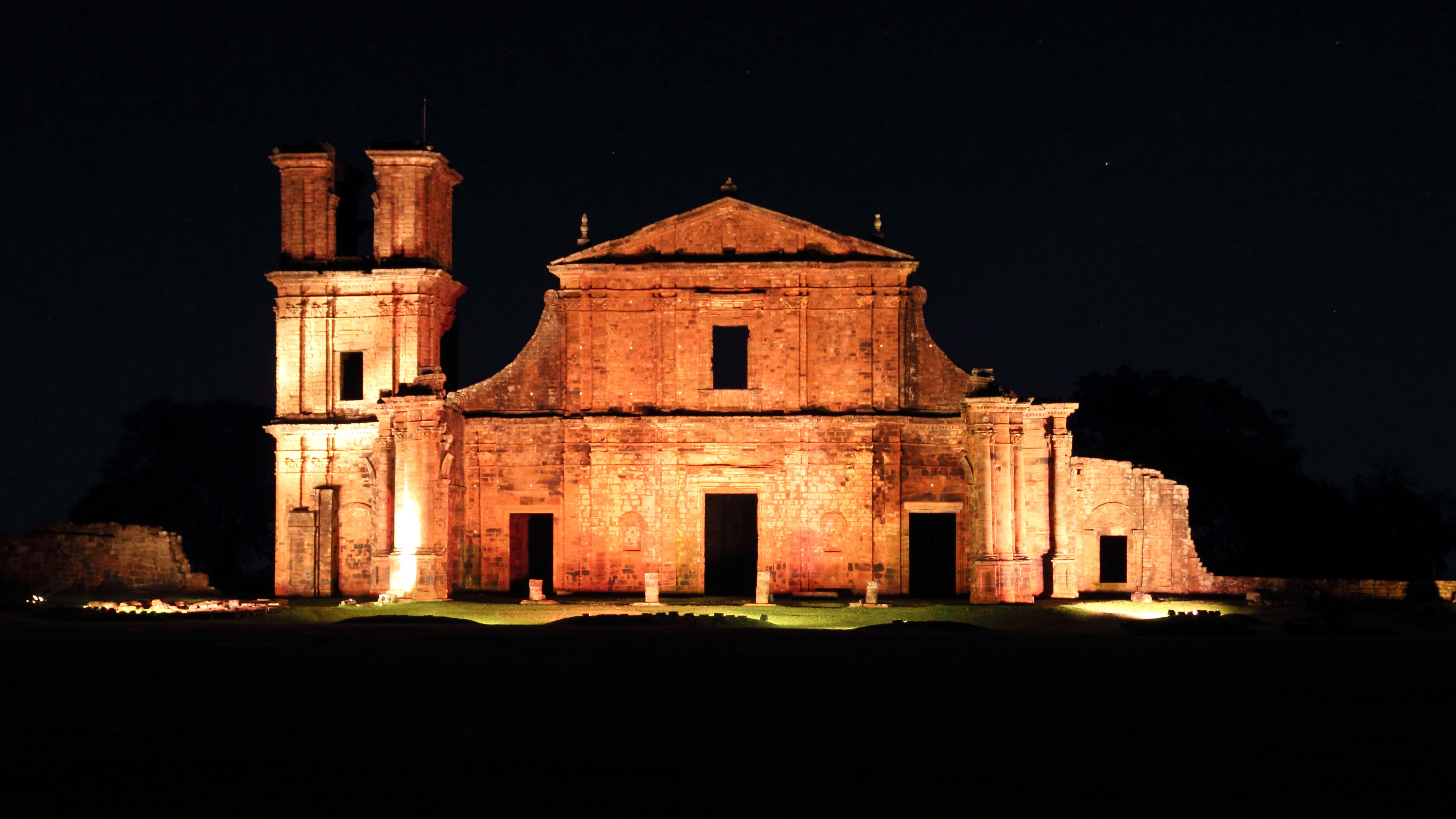
Las ruinas con su iluminación especial.

El Museo de las Misiones, que está bajo la tutela del Instituto Brasileño de Museos (IBRAM), tiene una programación cultural variada y mantiene un sistema de visitas guiadas. El edificio del museo es por sí mismo una atracción aparte, siendo considerado por algunos autores como una de las mejores realizaciones del primer Modernismo en el estado, pero fue construido hace más de setenta años, cuando prevalecía una otra concepción museológica, y a pesar de ya haber pasado por dos reformas, su adecuación a la función de museo , según la conceptualización más actual todavía es problemática, careciendo de espacio y de equipos necesarios para una perfecta conservación, manejo y exhibición del acervo. El espacio del sitio fue calificado con un diseño de iluminación especial, creando el Espectáculo de Luz y Sonido, que narra la historia del lugar, en medio de efectos especiales. sin Embargo, el acceso a la región es difícil, la infraestructura de acogida aún tiene puntos deficitarios, y la publicidad sobre el monumento es relativamente pequeña. En 2013 el monumento cumplió 30 años de su inscripción en la lista del Patrimonio Mundial, ocasión que fue celebrada con fiestas, actividades culturales y realización de documentales, y con la garantía de ayudas de la PAC a las Ciudades Históricas para mejorar la infraestructura del sitio histórico y revitalizar el Espectáculo de Luz y Sonido. En abril de 2016, un tornado afectó a la región. Las ruinas han sufrido un impacto superficial pero el museo fue seriamente dañado, además de causar daños graves en el 83 piezas del acervo. Pocos días después del desastre de un proyecto de restauración comenzó a ser organizado por el IBRAM y el IPHAN en colaboración con otras instituciones. Mientras él no estaba terminado, el museo fue evacuado y su acervo instalado provisionalmente en un edificio cercano. En septiembre de 2017, el edificio fue reabierto al público, completamente recuperado, pero parte del acervo aún estaba en restauración. Las obras tuvieron un costo de R$ 1,68 millones de euros.
A pesar de las contradicciones inherentes al proyecto misionero jesuita, al parecer los indios reducidos se han convertido en muy apegados a sus poblados. Un relato de Saint-Hilaire, que pasó por la región en 1822, refiere que unos pocos indios ancianos que allí vivía aún recordaban con afecto de los padres, y de aquel tiempo como una edad de oro. La antigua reducción de San Miguel todavía guarda un fuerte atractivo para las comunidades guaraníes que viven en los alrededores, que son herederas directas de la cultura colonial. De acuerdo con Gustavo Pereira, las ruinas "representan para los Mbyá un eficaz referente práctico-simbólico en la incorporación mítico-histórica de la experiencia temporal reducional, [...] un poderoso símbolo de la tradición y la ascendencia indígena", la creación de nuevas lecturas de la Historia en conformidad con sus propias experiencias, recuerdos y percepciones. Programas de gobierno e instancias académicas han buscado desarrollar proyectos de fomento de tradiciones ligadas al lugar, entre ellos la instalación de un Punto de la Memoria y la realización del Inventario Nacional de Referencias Culturales de la Comunidad Mbyá-Guaraní en San Miguel Arcángel, iniciado en 2004, que documenta sus referencias culturales, su modo de vida y su relación con las ruinas, conocidas por ellos como Tava Miri, o Sagrada Pueblo de Piedra. La antropóloga María Inés Ladera recogió expresivo relato de Krexu Miri, líder espiritual guaraní:

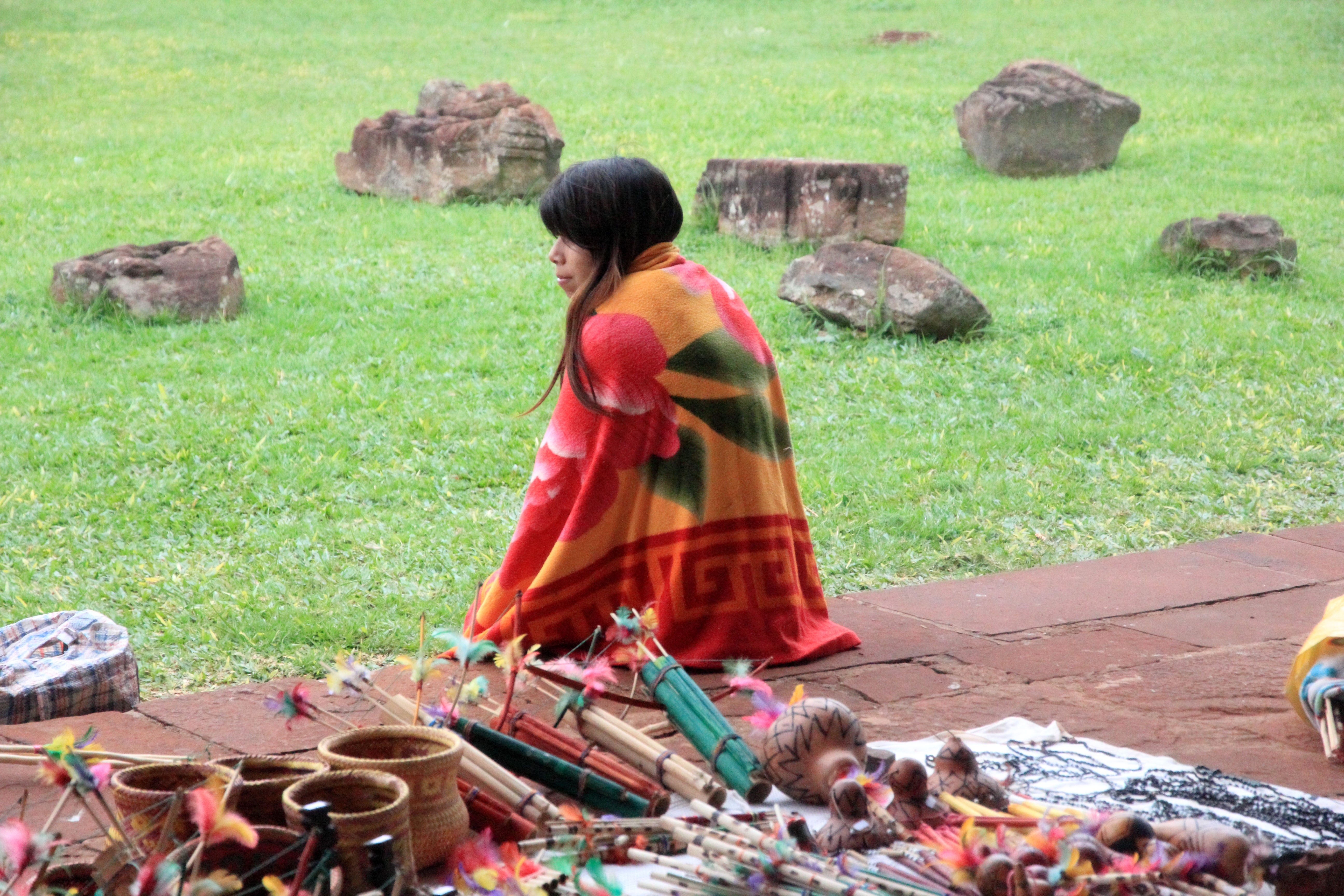
Un guaraní vendiendo artefactos junto al edificio del Museo de las Misiones.

"Ese es el trabajo de los antiguos verdaderos, de los indios guaraníes. Donde nuestros abuelos Nhanderú Mirim, oyeron la palabra de Nhanderu Tenondegua (nuestro padre) y enseñaron a los niños y los adultos, para seguir en el camino correcto. Este es el trabajo verdadero, y no pensé que un día yo iba a pisar ese lugar. Este es el lugar donde nuestros abuelos antiguos quedaban, antes de partir a otro mundo (yvyju mirim). El blanco intentó destruir pero Nhanderu no lo permitió. Nuestro verdadero padre hizo esta tava, este es el trabajo de nuestros parientes guaraní antiguos. Trabajo que nunca se va a acabar, esta tava, aunque los blancos vengan a visitar todos los días. Este fue nuestro padre verdadero que hizo, y porque no tiene persona (nhandéva) que lloren por ella, es por eso que los blancos dicen que fueron ellos los que dejaron antiguamente".
Esta condición de Tava Miri, en 2015, el sitio recibió un estatuto especial concedido por el IPHAN, inscrito en el Libro de Registro de los Lugares como Patrimonio Cultural de Brasil. Las ruinas también fueron integradas a un circuito de turismo religioso, el Camino de las Misiones, pasando por varias ciudades de la región, inspirado en el famoso Camino de Santiago de Compostela, y que incluye elementos cristianos y guaraníes.

El local todavía permanece como un campo fértil de estudios para arqueólogos, historiadores y otros especialistas, hay varios proyectos en desarrollo vinculados a la antigua reducción, y ha generado una considerable bibliografía académica. En la declaración de Roberto di Stefano, consultor de la UNESCO, el sitio es el monumento brasileño más estudiado científicamente. LA UNESCO y por el IPHAN han dado apoyo continuado a la preservación de material del sitio web, al rescate de su patrimonio inmaterial y a la promoción de actividades culturales y educativas, y entre las otras instituciones que han participado activamente en el fomento de varios aspectos del sitio están el World Monuments Fund, el Instituto Brasileño de Museos, el Instituto Andaluz del Patrimonio Histórico y el Instituto Italo-latinoamericano. El Diseño de Misiones — Computación Gráfica, en convenio con el IPHAN, elaboró una reconstrucción virtual e interactiva del sitio histórico y sus edificios. La iglesia sirvió como modelo básico para la construcción de la Catedral de Santo Ângelo, añadiendo una torre adicional y haciendo algunas modificaciones en el diseño.